# Шериданс
Шериданc (англ. Sheridan’s Coffee Layered Liqueur) — двухцветный ирландский ликёр на основе виски в оригинальной двухсекционной бутылке, в одной части которой находится белая ванильно-сливочная составляющая, во второй — тёмная кофейно-шоколадная. В процессе наливания ликёра его составные части выливаются из двух отверстий в необходимой пропорции (одна сливочная часть на две кофейные), причём кофейная часть (более тяжёлая), часто становится нижней, а сливочная (более лёгкая), оказывается наверху.
Существует также ягодный Шериданс.
Используется как сам по себе, так и в различных коктейлях. Выпускается в Дублине алкогольной компанией Thomas Sheridan & Sons, оригинальный дизайн бутылки и системы горлышка — PA Consulting Group.
Бренд принадлежит компании Diageo.